# Pontia dubernardi
Pontia dubernardi är en fjärilsart som beskrevs av Charles Oberthür 1884. Pontia dubernardi ingår i släktet Pontia och familjen vitfjärilar. Inga underarter finns listade i Catalogue of Life.